# Cellofaan

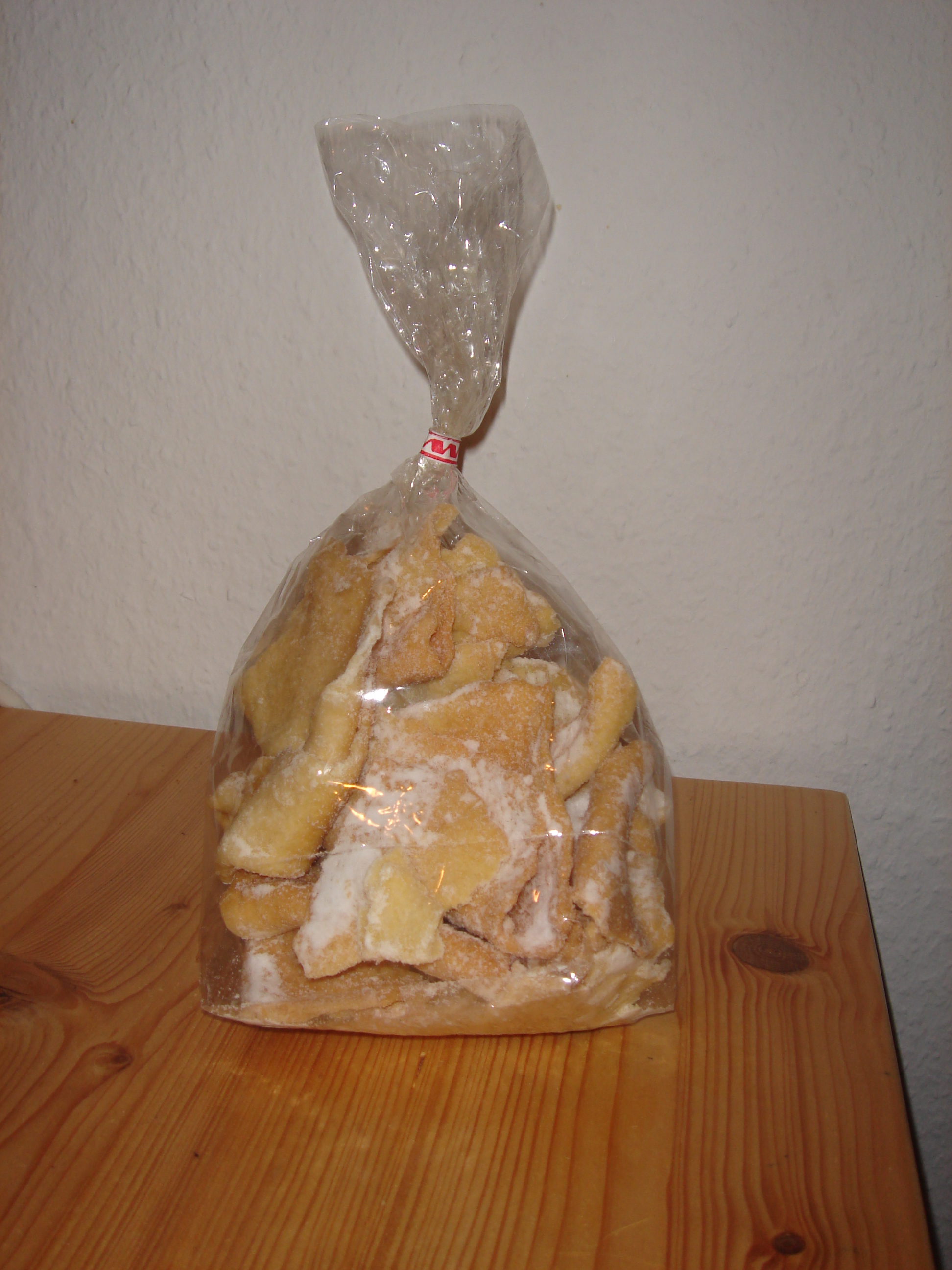
Toefzak gemaakt van cellofaan

Cellofaan is een dunne, transparante film gemaakt van cellulose.

## Werkwijze
Cellulosevezels van hout, katoen of hennep worden opgelost in een basische oplossing om zo een oplossing genaamd viscose te maken. Dit wordt vervolgens geëxtrudeerd door een spleet in een zuurbad om de viscose weer om te zetten in cellulose. Wanneer een gat in plaats van een spleet wordt gebruikt kan de rayonvezel gemaakt worden. Cellofaan is biologisch afbreekbaar. Omdat cellofaan van zichzelf zeer watergevoelig is, wordt het vaak gecoat met Cellulosenitraat.

## Ontstaansgeschiedenis
Cellofaan werd in 1908 uitgevonden door Jacques Brandenberger, een Zwitserse textielingenieur. Nadat er wijn werd gemorst op een tafelkleed kreeg Brandenberger het idee een kleurloze coating te ontwikkelen om textiel watervast te maken. Hij experimenteerde en kwam met een manier om vloeibare viscose met textiel te mengen, maar de gevormde combinatie bleek te stijf te zijn om te gebruiken. Hij zette zijn oorspronkelijke idee aan de kant aangezien de mogelijkheden van het nieuwe materiaal duidelijk te zien waren. De lage doorlatendheid van cellofaan voor lucht, vet en bacteriën maakt het bruikbaar voor het verpakken van voedsel.

## Verdere ontwikkeling
De Amerikaanse snoepfabriek Whitman's begon in 1912 cellofaan te gebruiken voor het verpakken van het snoepje Whitman's Sampler. Whitman's was de grootste afnemer van geïmporteerd Frans cellofaan tot 1924, toen DuPont de eerste cellofaanfabriek in de VS bouwde. In 1935 werd British Cellophane opgericht, een samenwerking tussen La Cellophane SA and Courtaulds, die in 1937 een grote cellofaanfabriek opende in Columbus, Ohio.
Cellulosefilm wordt sinds de jaren 30 continu geproduceerd en wordt tegenwoordig nog steeds gebruikt. Naast het verpakken van voedsel is er ook een aantal industriële toepassingen, zoals als basis voor bepaalde soorten plakband waaronder Scotch (plakband) en een semipermeabel membraan in bepaalde batterijen. Cellofaan wordt informeel gebruikt als naam voor vele plasticfilms, zelfs voor films die niet van cellulose gemaakt zijn.
De verkoop van cellofaan is de laatste jaren flink gekelderd, vanwege de beschikbaarheid van alternatieve verpakkingsmaterialen en doordat viscose minder gemaakt wordt vanwege het gebruik van het vervuilende koolstofdisulfide.